# 瑟琳娜·瓦倫蒂諾
瑟琳娜·瓦倫蒂諾（英語：Serena Valentino，?—）是美國漫畫原作者、作家與短篇小說家。筆下作品有系列漫畫Gloomcookie和Nightmares & Fairy Tales 。她還受邀為迪士尼出版社撰寫迪士尼經典動畫反派角色的外傳小說《黑色魔咒》系列，這套作品讓瓦倫蒂諾的故事寫作風格廣受好評。

## 經歷
瓦倫蒂諾的《黑色魔咒》系列目前已出版到第八集。依序為第一集：《絕美之人》，其主角為迪士尼動畫《白雪公主》裡的壞皇后，於2009年8月18日出版。 第二集《獸心之王》的故事主角則為迪士尼動畫《美女與野獸》裡受詛咒的王子，出版日期為2014年7月22日。 第三集《悲悽之靈》故事主角為迪士尼動畫《小美人魚》的深海女巫烏蘇拉，出版於2016年7月26日。
2017年10月3日出版第四集《極惡之咒》，是以迪士尼動畫《睡美人》裡的龍女巫梅菲瑟視角進行寫作。
2018年8月7日出版第五集《母儀之魔》其反派主角為迪士尼動畫《魔髮奇緣》的葛索媽媽。 第六集《古怪三姊妹：獵巫之戰》於2019年7月2日出版。 瓦倫蒂諾在2020年7月7日出版了第七集Evil Thing，這一集以庫伊拉為第一人稱視角寫作而成。 第八集Cold Hearted於2021年6月29日出版，反派主角為《仙履奇緣》後母崔梅恩夫人。瓦倫蒂諾目前正在撰寫黑色魔咒系列第九集，這一集的主角虎克船長為本系列首位男性反派主角。與此同時，瓦倫蒂諾在臉書上宣布，她已和迪士尼出版社續好約，將再追加三集，使黑色魔咒小說集數從九集增加到十二集。
2019年2月，據報導指出，瓦倫蒂諾的黑色魔咒將改編為Disney+第一部全自製真人電視劇Book Of Enchantment。但同年八月底，儘管迪士尼電視節目製作人Michael Seitzman與其製作團隊已著手進行了13週的劇本改編，Disney+高層卻臨時宣布取消該部影集的製作，並保留該劇的經銷權。 至於取消的原因，主要是因為高層人士擔心該部反派電視劇對新的串流平台來說實在是「太黑暗了」。

## 出版作品

### 《黑色魔咒》系列
- 《黑色魔咒1白雪公主：絕美之人》 （2009 年8月18日）[1]
- 《黑色魔咒2美女與野獸：獸心之王》（2014 年 7 月 22 日）[2]
- 《黑色魔咒3小美人魚：悲悽之靈》（2016 年 7 月 26 日）[3]
- 《黑色魔咒4睡美人：極惡之咒》（2017 年 10 月 3 日）[4]
- 《黑色魔咒5魔髮奇緣：母儀之魔》（2018 年 8 月 7 日）[5]
- 《黑色魔咒6古怪三姊妹：獵巫之戰》（2019 年 7 月 2 日）[6]
- Evil Thing: A Tale of That De Vil Woman（2020 年 7 月 7 日）
- Cold Hearted: A Tale of the Evil Stepmother（2021 年 6 月 26 日）
- Never Never（2022 年 7 月）

## 外部連結
- 官方网站
- 2008 年在 comiXology對 Serena Valentino 的採訪
- Jess Salafia 採訪，迪士尼部落格 （页面存档备份，存于）與 Serena Valentino，2018 年